# Thecadiniaceae
Famille
Les Thecadiniaceae sont une famille d'algues dinoflagellés de l’ordre des Peridiniales.

## Étymologie
Le nom vient du genre type Thecadinium, formé du suffixe thec-, « boite, étui ; alvéole », et du suffixe -din, allusion aux dinoflagellés

## Liste des genres
Selon AlgaeBase (16 janvier 2022)
- Halostylodinium Horiguchi & Yoshizawa-Ebata, 2000
- Pseudothecadinium Hoppenrath & M.Selina, 2006
- Thecadiniopsis Croome, Hallegraeff & P.A.Tyler, 1988
- Thecadinium Kofoid & Skogsberg, 1928